# Рачков, Иосиф Матвеевич
Ио́сиф Матве́евич Рачко́в (12 [25] января 1914, с. Дунаевка, Владимирская губерния — апрель 1945, Литовская ССР) — старшина; полный кавалер ордена Славы.

## Биография
Родился в крестьянской семье. Окончил 4 класса. Работал в колхозе, затем на почте в г. Юрьев-Польский. В 1936—1939 годы служил в Красной Армии.
18 августа 1942 был призван в ряды Красной Армии. С декабря 1942 — командир отделения взвода пешей разведки 346-го стрелкового полка (63-я стрелковая дивизия,  3-й Белорусский фронт), старшина.
24 июня 1944 года в бою под деревней Касперишки автоматным огнём уничтожил 15 гитлеровцев. Прорывая вражескую оборону, первым бросился в траншеи противника, увлекая за собой остальных бойцов. 13 сентября 1944 был награждён орденом Красной Звезды.
В августе 1944 года в Восточной Пруссии группа разведчиков под командованием старшины И. М. Рачкова, производя разведку западнее реки Шешупе, окружила 4 мотоциклистов противника и, уничтожив их, захватила мотоцикл и вражеские штабные документы. 13 сентября 1944 был награждён орденом Славы III степени.
9 сентября 1944 года, являясь старшим группы обеспечения, в ночном поиске сумел организовать огонь группы и обеспечил без потерь отход группы с пленным гитлеровцем. 11 сентября 1944 был награждён медалью «За отвагу».
16 октября 1944 года при прорыве вражеской обороны в районе Ишкарты И. М. Рачков первым ворвался в немецкие траншеи, со своим отделением уничтожил 2 гитлеровцев и захватил в плен унтер-офицера и 2 солдат. 30 ноября 1944 был награждён орденом Славы II степени.
В боях с 12 января по 17 февраля 1945 в неоднократных ночных поисках с группой разведчиков захватил несколько контрольных пленных. 8 февраля 1945 первым вошёл на окраины города Кройцбург, гранатой уничтожил блиндаж противника со станковым пулемётом и тремя гитлеровцами. В ночь на 13 февраля 1945 северо-западнее Тифенталя (ныне пос. Высокое Калининградской области) разведал огневые точки в расположении противника. 15 апреля 1945 был награждён орденом Славы I степени.
Последнюю боевую награду получить не успел. За несколько дней до опубликования приказа погиб на территории Литвы при исполнении служебных обязанностей в апреле 1945. Обстоятельства гибели и место захоронения не известны.

## Награды
- Медаль «За отвагу» (11.9.1944)[5]
- Орден Красной Звезды (13.9.1944)[3]
- Орден Славы 1-й (15.04.1945)[8], 2-й (30.11.1944)[6] и 3-й степеней (13.9.1944)[4]